# Claude de Husson
Claude de Husson, ou de Tonnerre, né v. 1480 et  mort en 1521, est un évêque de Poitiers  du XVIe siècle.  Il est fils de Charles de Husson, comte de Tonnerre, et d'Antoinette de La Trémoille.

## Biographie
Claude de Husson est un neveu du cardinal Jean de La Trémoille, évêque de Poitiers. Claude de Husson est évêque de Sées le 1er février 1503 puis il est élu évêque de Poitiers le 10 septembre 1507  pour remplacer Jean de La Trémoille, mais il n'en est paisible possesseur qu'après la mort de Florent d'Allemagne, qui a eu le suffrage d'une partie des électeurs. Il meurt en 1521. 